# Abação e Gémeos
Abação e Gémeos (llamada oficialmente União das Freguesias de Abação e Gémeos) es una freguesia portuguesa del municipio de Guimarães, distrito de Braga.

## Historia
Fue creada el 28 de enero de 2013 en aplicación de una resolución de la Asamblea de la República de Portugal promulgada el 16 de enero de 2013 con la unión de las freguesias de Gémeos y São Tomé de Abação, pasando su sede a estar situada en la antigua freguesia de São Tomé de Abação.

## Demografía
| Gráfica de evolución demográfica de Abação e Gémeos entre 2011 y 2021 |
|                                                                       |
| Datos según el nomenclátor publicado por el INE portugués.            |